# El secreto de Lucía
El secreto de Lucía es una película argentina dramática dirigida por Becky Garello sobre su propio guion escrito en colaboración con Graciela Maglie que se estrenó el 24 de abril de 2014. Fue rodada en mayo del 2011 en Chacabuco, de donde es oriundo el director, y protagonizada por Emilia Attias, Carlos Belloso, Tomás Pozzi y Adrián Navarro.

## Sinopsis
Juan, un porteño noctámbulo de imprecisa vocación, planea un ardid con la meta final de llegar a la calle Corrientes. La musa inspiradora es Mario, un joven de rasgos comunes pero con la altura de un enano, que tiene la imperiosa necesidad de contar con dinero para solventar un tratamiento hormonal a su hermano que está por nacer, para que gane unos centímetros de altura. 
Parten hacia el interior en un viejo colectivo fileteado y adaptado como teatro ambulante. Serán Juan, el falso ventrílocuo y Juanito, su falso muñeco. Luego conocen a la hermosa Lucía, cantante y bailarina, que impacta en el corazón de ambos.
Con ella salen de gira hasta arribar a la ciudad de Chacabuco. Mario se ve obligado a vivir en las sombras con excepción de los escasos momentos de distensión, de complicidades y confidencias que comparte con Lucía quien, por su parte, se encuentra con Pedro, su antiguo novio, quien se propone reconquistarla. Juan es incapaz de registrar al enano como un rival sentimental; sólo puede ver como competidor por el amor de Lucía a Pedro.

## Reparto
- Emilia Attias ... Lucía
- Adrián Navarro ... Pedro
- Carlos Belloso ... Juan
- Tomás Pozzi ... Mario
- Roberto Carnaghi ... Giordano
- Arturo Bonín ... Aristóbulo
- Naím Sibara ... Nacho
- Manuel Vicente ... Montenegro
- Lucila Gandolfo ... Estela
- Roberto Guilligan
- Julio Benvenutto
- Sebastián Succatti
- Facundo Garello
- Santiago Van Der Wedden

## Festivales, Premios y nominaciones
- Festival Internacional de Cine del Mar; 07/2014; Uruguay.

- FESAALP, Festival de Cine Latinoamericano; 09/2014; Argentina.

- Festival de Tucumán Cine “Gerardo Vallejo”; 10/2014; Argentina.

- Mendoza Proyecta, Festival Internacional de Cine y Nuevos Formatos Audiovisuales; 11/2014; Argentina.

- MAFICI, Festival Internacional de Cine de Puerto Madryn; 11/2014; Argentina.[2]

- Festival de Cine de Lima; 8/2015; Perú[3]

- FLF, Festival de Cine Nacional "Leonardo Favio", 8/2015, Argentina[4]

- LATINUY, Festival Internacional de Cine Latino de Uruguay; 11/2016; Uruguay.[5]
  - Premio Mejor Película[6]

- AAB Film Fest, International Film Festival; 9/2017; India[7]

- FICIT, Festival de Cine Independiente de Trujillo; 9-10/2017; Perú[8]
  - Premio Mejor Drama[9]

- FICOCC, Five Continents International Film Festival; 10/2017; Venezuela[10]
  - Premio Mejor Película
  - Premio Mejor Actor - Carlos Belloso/Tomás Pozzi
  - Premio Mención Especial - Mejor Actriz - Emilia Attías
  - Premio Mejor Guion - Graciela Maglie y Becky Garello

- SJIFA, San José International Film Awards; 10/2017; Costa Rica[11]

- 12 Months Film Festival; 10/2017; Rumania[12]
  - Premio a Mejor Película[13]
  - Nominada a Mejor Actriz - Emilia Attias[14]

- SFAAF, South Film and Arts Academy Festival; 11/2017; Chile[15]
  - Premio Mejor Película
  - Premio Mejor Actor - Tomás Pozzi
  - Premio Mejor Actriz - Emilia Attias
  - Premio Mejor Guion - Graciela Maglie y Becky Garello

- Oniros Film Awards; 11/2017; Itália[16]
  - Premio Mejor Película
  - Premio Mejor Dirección - Becky Garello

- VANCIF, Vancouver Alternative Cinema Festival; 11/2017; Canadá[17]
  - Premio Mejor Película
  - Premio Mejor Actriz - Emilia Attias

- FICMARC, Caribbean Sea International Film Festival; 01/2018; Venezuela[18]
  - Premio a Mejor Drama

- FESCISA,  San Antonio Independent Film Festival; 03/2018; Ecuador[19]
  - Premio a Mejor Actriz - Emilia Attias
  - Premio Mejor Guion Original - Graciela Maglie y Becky Garello

- FILMS INFEST, Festival Internacional de Cine de Autor; 09/2018; España 
  - Premio a Mejor Actriz Internacional - Emilia Attias[20]
  - Nominación a Ficción Internacional (Selección Oficial 2018)[21]

## Comentarios
Laura Ávila opinó en Planeando BUE:

"...reúne poesía, espíritu trashumante y ganas de contar una buena historia....la experiencia de verla se acerca a la poesía, al buen viaje, a las fábulas de Leonardo Favio y Zuhair Jury y también a los musicales televisivos que reconfortaron nuestra niñez....una buena historia. La exposición del guion, que crece, gira y cambia de perspectiva todo el tiempo, fue un cuidado trabajo de Graciela Maglie junto al realizador. Hay una mano experta en la escritura y eso se nota. Lucía siempre tiene un secreto, que va cambiando a medida que el metraje corre pero que se mantiene pleno de interés. Otro punto a favor es el delicado clima, a veces hasta onírico, con el que están encaradas las escenas....sorprende tanto amor por la imagen. La fotografía es cálida, intimista, y acompaña bien esa travesía por un pasado casi de cuento....hay un excelente plantel de protagonistas. ¿Cómo no empezar destacando a Carlos Belloso? Su Juan, canalla y tierno, violento y redentor, encontró en su cara y su actuación un modo de existir....Su personaje vive; Belloso le dio la vida con su talento. Tomás Pozzi es toda una revelación...Su Mario es conmovedor, visceral y profundamente divertido. Emilia Attias, como la misteriosa Lucía, atrapa con su ternura y su voz. El elenco se completa con una versátil Lucila Gandolfo (que compone muy bien a la madre de Mario), Roberto Carnaghi, Turco Naím, Manuel Vicente y Arturo Bonín en el rol del dueño del teatro. Adrián Navarro se luce en su composición de Pedro y es el que narra la historia y desata la cinta de uno de los secretos del film. Cálida, verdadera, el director fue a buscar esta historia en el pueblo de su infancia. Ese espíritu lúdico de la niñez, hilado con una forma de contar el arte y el amor, son los mayores atractivos de su opera prima".

José Luis Toro opinó en Cinefis Argentina:

El elenco es de una calidad destacada, Carlos Belloso (siempre es una garantía), Tomas Pozzi y Emilia Attias....Aunque no estén logrados los trazos mas finos de la trama y es un poco brusco e inexplicable el pasaje al policial pasional de la historia, hay que reconocer que la historia tiene audacia. Va a al fondo con el drama, la sorpresa y desmenuza microhistorias dentro la mas general, incluso hay momentos de comedia. Hay una buena ambientación y el protagonismo de los principales personajes esta balanceado....No es la mejor película de la historia del cine argentino. Si, una fuera de serie por la audacia.".

Zona de Obras opinó en Zona de Obras:

el filme es un viaje en el tiempo, cuya trama es tan atrapante como su fotografía: una combinación que no siempre es tan equilibrada y que conviene no dejar pasar.

Gustavo J. Castagna opinó en Tiempo Argentino:

”…otra película donde las carencias y los problemas ganan la partida…. una trama repleta de diferentes cambios de tono, géneros, estereotipos varios y una acumulación de acciones que pocas veces encuentra su centro y su justificación dramática (realista, psicológica, metafórica). En el desarrollo de El secreto de Lucía pasan muchas cosas, situaciones con picos de tensión, cruces genéricos (melodrama, policial), pasiones escondidas desde el pasado, explosiones catárticas que llevan a la tragedia... el problema grave del film es su débil construcción para que la historia alcance un mínimo verosímil que jamás logra debido a la ambición por cruzar géneros y tonos dramáticos con desigual intensidad. En esa decisión de la puesta en escena por agolpar escenas y situaciones que oscilan entre la comicidad (inconsciente) y el drama, la película elige el camino más riesgoso: romper con el verosímil y jugarse por cierto tono ridículo, con actuaciones impostadas y excedidas en su euforia (en contraste, vale rescatar el trabajo de Tomás Pozzi como el petiso usado como muñeco), donde el subrayado termina ganándole la pulseada a la sutileza y el perfil bajo. Cuando el argumento de la película, ya en su segunda mitad y totalmente sumergido en el caos del inverosímil, empieza a revelar los secretos escondidos tiempo atrás, la formulación estética elige el camino más trillado: el relato a cámara, a moco tendido, a puro plano televisivo de corte confesional.”

Paraná Sendrós dijo en Ámbito Financiero:

"Un buen cuento debe tener un comienzo atractivo, causar intriga, envolver a quien lo sigue, llevarlo a aceptar por unos momentos la lógica de su mundo, y rematar todo con una sola frase, una sorpresa, bien contundente. Y que además, si es posible, produzca regocijo y satisfacción. "El secreto de Lucía" cumple con esas pautas, y con varias otras....Becky Garello, experto en servicio de cámaras y trabajos en alta definición con años de experiencia, para probarse como director decidió tener buenos respaldos. Primero y principal, una buena historia y un libreto sin fisuras. Pocas personas más indicadas para eso que Graciela Maglie, que fue coguionista de "Nueve lunas", "El viento", y varias otras piezas de Mignogna, Jusid, Bauer, el sello Aries. Y así cada rubro, con Ivan Wyszogrod en la música, Eugenia Levin como directora de casting, etcétera. Del buen ojo de esta última salió la fórmula del elenco, donde destacan, por justas razones, Emilia Attias y un muchacho que trabaja mayormente en España y, de seguir así, va para Actor con mayúsculas: Tomás Pozzi. 
Podría objetarse, seguramente, la altura del muñeco, la contradicción entre el flojo repertorio del ventrílocuo y su inesperado éxito, y alguna otra cosita, pero cabe recordar que estamos frente a un cuento que tiene su propia lógica, nos intriga, nos envuelve, y termina como debe. Vale la pena.

Javier Porta Fouz escribió en La Nación :

”La película es de una enorme elementalidad -chatura- en todos sus aspectos: situaciones, diálogos, gestos, actuaciones, tristezas, revelaciones, esa voz en off que no se necesitaba. Nada desentona si uno acepta un devenir torpe, pero no tanto, todo se mantiene en un nivel de blandura alarmante, no levanta el menor vuelo, no ofrece la menor intensidad ni la menor fluidez: éste es un film de notas inexactas, una tras otra, pero que tampoco llegan a la disonancia. Y cuando quiere volverse intenso -policial pero sin sorpresa alguna, porque lo anuncia la voz en off al principio- es de una falsedad evidente. Todo es precario, pero sin llegar a ser bochornoso. La posibilidad de ese tipo de desvío, que sería una salida al sopor, tampoco está: El secreto de Lucía es una película que carece de cualquier tipo de vitalidad (y que, extrañamente, a pesar de ser demasiado explicativa todo el resto del tiempo, carece del contraplano de Benedetti/Belloso cuando llega y descubre a los otros dos en el colectivo).”

Gaspar Zimerman opinó en Clarín:

”El secreto de Lucía …transcurre en una atmósfera siempre atractiva: la de los charlatanes de feria, estafadores de poca monta, esos personajes que pueden ser más o menos simpáticos pero siempre son fascinantes….Lo mejor de la película son las actuaciones del dúo protagónico masculino. No es una sorpresa que Belloso sea solvente en su papel, el de un villano que inspira más lástima que odio o temor. Sí resulta toda una revelación Tomás Pozzi, un actor argentino que desarrolló la mayor parte de su carrera en España, país al que emigró en 2001. No sólo es creíble dramáticamente, sino que cumple a la perfección, con gran plasticidad, el papel de muñeco. A Emilia Attias también le caben elogios, pero por su voz: la ex Casi ángeles sorprende al interpretar con gran encanto y destreza las bellas canciones originales de la película, escritas por el director, Becky Garello, con música del talentoso Iván Wyszogrod (uno de los compositores más requeridos del cine nacional). Y hasta ahí llegan los puntos altos de El secreto de Lucía. Porque el guion de Graciela Maglie y el propio Garello -ésta es su opera prima- da giros forzados; los personajes toman decisiones inexplicables y, como resultado, todo carece de verosimilitud.”

Alan Prince comentó sobre el filme en CINEFREAKS:

"...un gran film retro...El trabajo de realización me pareció impecable, de principio a fin y fue una buena elección haber escogido a Chacabuco como locación para recrear la década de los 60, donde todo era prácticamente campo y apenas se podían ver las típicas casas antiguas que caracterizan a pueblos como este.... Lo bueno de esta película es que todos los personajes pudieron lucirse por igual ya que parecía que el protagónico era una antorcha en una carrera de postas, pues en 94 minutos se iban alternando entre Belloso, Attias y Tozzi. El resto de los personajes sumó mucho, como la participación de Roberto Carnaghi, Adrián Navarro como narrador y parte de la historia, quien tuvo más relevancia en su rol como narrador que como actor...Por otro lado, lo del Turco Nahim fue discreto, salvo por un detalle. El encuentro de Nahim y Attias es el único cabo suelto que queda en la película, cuando la vean y observen el diálogo sabrán a lo que me refiero. Sin embargo, como anteriormente cité, este film refleja el compromiso, la buena onda y entretenimiento desinteresado que nos brindaron. Sin dudas, una película recomendable. Gracias Becky por esta joyita que nos ofreciste.

Matías Lértora comentó sobre el filme en CinesArgentinos:

"...el elenco está impecable, sobre todo el trío protagónico compuesto por Carlos Belloso (sólido como siempre), Tomás Pozzi (una grata sorpresa), y una Emilia Attías que se adueña del protagónico y brilla....El director Becky Garello logra dar con una armonía en el cast pero no con el ritmo de su ópera prima, que encima no llega a definir ni identidad ni género, y eso es algo que le pesa a este estreno."